# Франчук Валерій Олександрович
Валерій Олександрович Франчук (нар. 10 вересня 1950; Зелена) — український художник; член Спілки радянських художників України з 1990 року.

## Біографія
Народився 10 вересня 1950 року в селі Зеленій (нині Хмельницький район Хмельницької області, Україна). У 1986 році закінчив графічний факультет Київського художнього інституту, де навчався зокрема у Андрія Чебикіна, Валентина Сергеєва і Миколи Попова.
З 1986 по 1989 рік працював в графічному цеху Київського комбінату монументального-декоративного мистецтва. З 1990 року на творчій роботі. Живе у Києві, в будинку на проспекті Червоної Калини, № 4 б, квартира 1.

## Творчість
Працює в галузі живопису і графіки. Основними серіями і циклами до яких звертається художник у своїй творчості є:
- Цикл творів «Молюсь за тебе, Україно» (історія козацької доби, Тарас Шевченко);
- Цикл творів «Розгойдані дзвони пам'яті» (пам'яті жертвам голодомору; включає понад сотню полотен[4]; 72 твори передано ним до Музею-меморіалу голодомору в Україні);
- Серія творів «Пізнання істини» (пошук відповіді на вічні питання людського життя);
- Цикл творів «Ода творцю світу» (враження від дива світу природи української землі);
- Серія творів «Чорна-Биль» (світлій пам'яті жертвам, ліквідаторам аварії на Чорнобильській АЕС);
- Цикл творів «Плоди саду людського» (гармонійне поєднання душі людини, філософське осмислення буття, портрети);
- Серія творів «Мир Вам!» (біблійні сюжети);
- Серія творів «Тиша старого міста» (присвята старому Києву);
- Серія творів «Джерела» (на сюжети українських народних пісень)[2].

З 1983 року проводить активну виставкову діяльність як на території України так за її межами.
Окремі роботи художника зберігаються в музеях України, громадських організаціях та культурних центрах України та країн світу.

## Нагороди і відзнаки
- Народний художник України з 9 листопада 2015 року[5];
- Національна премія України імені Тараса Шевченка за 2008 рік (№ 193; за цикл живописних творів «Розгойдані дзвони пам'яті»)[6][2];
- Орден «За заслуги» III ступеня № 10118 (21 листопада 2008)[7];
- Орден Святого Архістратига Михаїла УПЦ КП (№ 2474; 26 листопада 2008)[3];
- Заслужений художник України з 30 листопада 2005 року[8];
- Премія імені Василя Стуса;
- Нагрудний знак «Знак пошани» № 3082 від 19 вересня 2005 року (№ 286)[3];
- Почесна відзнака Міністерства культури і мистецтв України «За досягнення в розвитку культури і мистецтв» № 557 від 6 жовтня 2003 року[3];
- Почесна відзнака Міністерства культури і туризму України «За багаторічну плідну працю в галузі культури» № 1332 від 26 листопада 2005 року[3];
- Почесна грамота Київського міського голови № 1840 від 5 березня 2003 року[3].